# Alexander Simon (Schauspieler, 1962)
Alexander Simon (* 1962 in Karlsruhe) ist ein deutscher Pantomime und Comedy-Künstler.

## Leben
Nach seiner Ausbildung an der Schule für die darstellenden Künste Die Etage in Berlin – u. a. bei Andrzey Szczuzewski, Maya Brosch und Valentin Plătăreanu – etablierte er sich mit Walkacts und visuellen Sketchen in der deutschen Kleinkunstszene und trat auch bei Show-Veranstaltungen und Fernsehproduktionen in Erscheinung.
Als Mitglied des Comedy-Trios Mime Crime, dessen von Slapstick und komischer Körpersprache geprägten Stil er maßgeblich mitentwickelte, gastierte er bei Festivals im In- und Ausland, unter anderem in Barcelona, Athen, Warschau, Shanghai, Macau und Nanjing. Die Gruppe gewann mehrere Kleinkunstpreise, darunter auch im Jahre 1994 die St. Ingberter Pfanne, die damals höchstdotierte Auszeichnung auf diesem Gebiet.
Alexander Simon ist als Pantomime, Comedian und Schauspieler tätig und lebt in Berlin.